# Vratislav Pavlík
Vratislav Pavlík (* 12. dubna 1934) byl český a československý politik Komunistické strany Československa, poslanec České národní rady a Sněmovny národů Federálního shromáždění za normalizace.

## Biografie
K roku 1969 se uvádí jako dělník podniku ČKD, naftové motory.
Po provedení federalizace Československa usedl do Sněmovny národů Federálního shromáždění. Mandát nabyl až dodatečně v prosinci 1969. Do federálního parlamentu ho nominovala Česká národní rada, kde rovněž zasedal. Ve federálním parlamentu setrval až do konce funkčního období, tedy do voleb roku 1971.
V roce 1988 se zmiňuje jako předseda kontrolní a revizní komise KSČ v obvodu Praha 6.